# Ishikawa
Ishikawa (石川県 (Thạch Xuyên huyện) Ishikawa-ken) là một tỉnh thuộc vùng Chubu của Nhật Bản. Tỉnh lỵ là thành phố Kanazawa.

## Địa lý
Ishikawa nằm ở bờ biển Nhật Bản. Phần phía Bắc tỉnh bao gồm bán đảo nhỏ Noto, trong khi phần phía nam thì rộng hơn và có phần lớn là núi. Tỉnh lỵ Kanazawa đặt ở vùng đồng bằng duyên hải. Tỉnh này cũng có một số hòn đảo bao gồm Notojima, Mitsukejima, Hegurajima.

## Lịch sử
Ishikawa được thành lập từ vụ sáp nhập của 2 tỉnh cũ là Kaga và Noto

## Hành chính

### Thành phố
Có 10 thành phố đặt ở tỉnh Ishikawa:
| - Hakui - Hakusan - Kaga - Kahoku - Kanazawa (tỉnh lỵ) | - Komatsu - Nanao - Nomi - Suzu - Wajima |

### Thị trấn và làng mạc

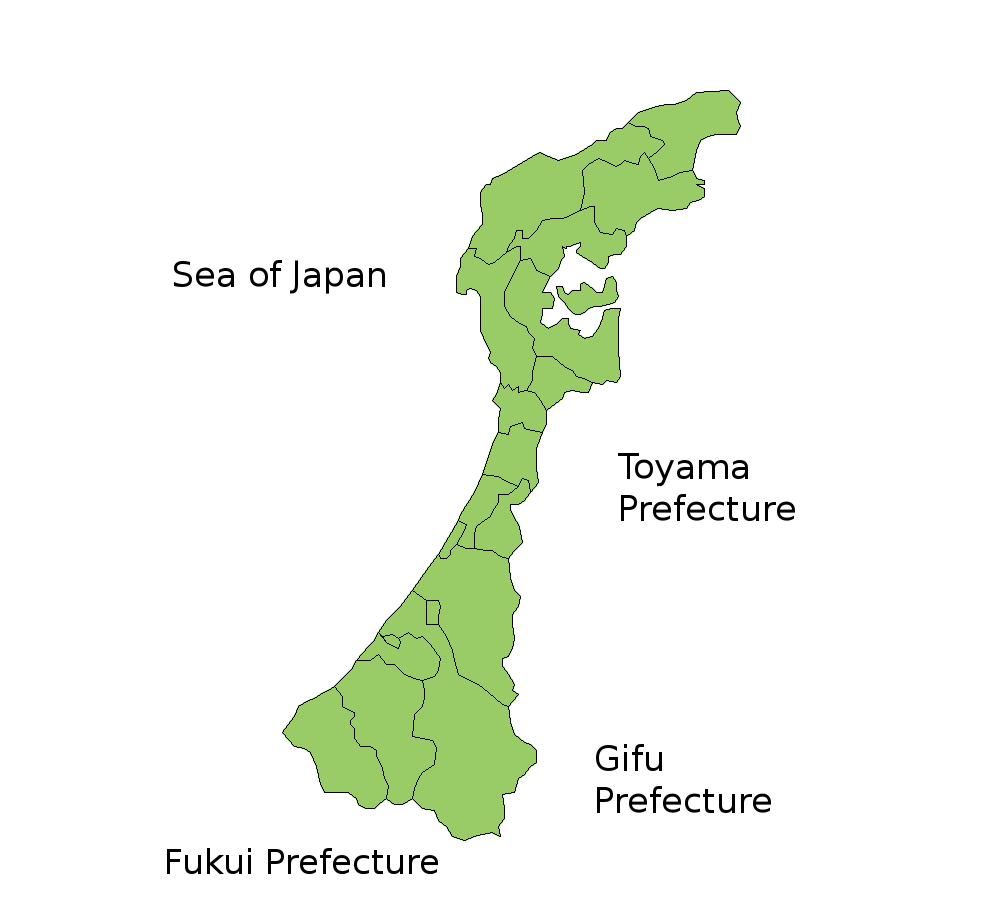
Bản đồ tỉnh Ishikawa.

Thị trấn và làng mạc tại mỗi quận:
| - Hakui Gun Hōdatsushimizu Shika - Hōsu Gun Anamizu Noto | - Ishikawa Gun Nonoichi - Kahoku Gun Tsubata Uchinada | - Kashima Gun Nakanoto - Nomi Gun Kawakita |

## Kinh tế
Kinh tế chính của tỉnh là công nghiệp dệt, đặc biệt là vải nhân tạo, và công nghiệp máy móc, đặc biệt là máy móc xây dựng.

## Văn hóa
- Nghi thức uống trà xuất hiện ở đây năm 1666 khi Maeda Toshitsune mời Senbiki Soshitsu của urasenke tới Kanazawa.
- Đồ sứ Kutani (Kutani yaki), với nước men sáng khác với đồ sứ Trung Quốc.
- Ohi teaware (Ōhi yaki), một phong cách làm đồ gốm độc đáo của Kanazawa
- Lụa Kaga (Kaga yūzen), một loại lụa được in kĩ xảo của vùng.
- Đồ sơn mài Kanazawa (Kanazawa shikki), một loại hàng sơn mài chất lượng cao truyền thống được trang trí dát vàng.

## Du lịch
Thành phố Kanazawa là địa danh nổi tiếng nhất của tỉnh. Khách du lịch có thể đến Ishikawa bằng máy bay thông qua sân bay Komatsu.